# Championnat de Chypre du Nord de football
Le Championnat de Chypre du Nord de football est une compétition de football créée en 1955 opposant les quatorze meilleurs clubs de Chypre du Nord.

## Palmarès
| Saison  | Champion               |
| ------- | ---------------------- |
| 1955/56 | Doğan TB (1)           |
| 1956/57 | Doğan TB (2)           |
| 1957/58 | Çetinkaya Türk SK (1)  |
| 1958/59 | Doğan TB (3)           |
| 1959/60 | Çetinkaya Türk SK (2)  |
| 1960/61 | Çetinkaya Türk SK (3)  |
| 1961/62 | Çetinkaya Türk SK (4)  |
| 1962/63 | Küçük Kaymaklı TSK (1) |
| 1963/64 | Non terminé            |
| 1964/65 | Non disputé            |
| 1965/66 | Non disputé            |
| 1966/67 | Non disputé            |
| 1967/68 | Non disputé            |
| 1968/69 | Mağusa TG (1)          |
| 1969/70 | Çetinkaya Türk SK (5)  |
| 1970/71 | Yenicami ASK (1)       |
| 1971/72 | Gönyeli SK (1)         |
| 1972/73 | Yenicami ASK (2)       |
| 1973/74 | Yenicami ASK (3)       |
| 1974/75 | Non disputé            |
| 1975/76 | Yenicami ASK (4)       |
| 1976/77 | Mağusa TG (2)          |
| 1977/78 | Gönyeli SK (2)         |
| 1978/79 | Mağusa TG (3)          |
| 1979/80 | Mağusa TG (4)          |
| 1980/81 | Gönyeli SK (3)         |
| 1981/82 | Mağusa TG (5)          |
| 1982/83 | Mağusa TG (6)          |
| 1983/84 | Yenicami ASK (5)       |
| 1984/85 | Küçük Kaymaklı TSK (2) |
| 1985/86 | Küçük Kaymaklı TSK (3) |
| 1986/87 | Baf ÜY (1)             |
| 1987/88 | Baf ÜY (2)             |
| 1988/89 | Baf ÜY (3)             |
| 1989/90 | Baf ÜY (4)             |
| 1990/91 | Doğan TB (4)           |
| 1991/92 | Doğan TB (5)           |
| 1992/93 | Gönyeli SK (4)         |
| 1993/94 | Doğan TB (6)           |
| 1994/95 | Gönyeli SK (5)         |
| 1995/96 | Akıncılar GK (1)       |
| 1996/97 | Çetinkaya Türk SK (6)  |
| 1997/98 | Çetinkaya Türk SK (7)  |
| 1998/99 | Gönyeli SK (6)         |
| 1999/00 | Çetinkaya Türk SK (8)  |
| 2000/01 | Gönyeli SK (7)         |
| 2001/02 | Çetinkaya Türk SK (9)  |
| 2002/03 | Binatlı YSK (1)        |
| 2003/04 | Çetinkaya Türk SK (10) |
| 2004/05 | Çetinkaya Türk SK (11) |
| 2005/06 | Mağusa TG (7)          |
| 2006/07 | Çetinkaya Türk SK (12) |
| 2007/08 | Gönyeli SK (8)         |
| 2008/09 | Gönyeli SK (9)         |
| 2009/10 | Doğan TB (7)           |
| 2010/11 | Küçük Kaymaklı TSK (4) |
| 2011/12 | Çetinkaya Türk SK (13) |
| 2012/13 | Çetinkaya Türk SK (14) |
| 2013/14 | Yenicami ASK (6)       |
| 2014/15 | Yenicami ASK (7)       |
| 2015/16 | Mağusa TG (8)          |
| 2016/17 | Yenicami ASK (8)       |
| 2017/18 | Yenicami ASK (9)       |
| 2018/19 | Mağusa TG (9)          |
| 2019/20 | Mağusa TG (10)         |
| 2020/21 | Non joué               |
| 2021/22 | Mağusa TG (11)         |
| 2022/23 | Mağusa TG (12)         |
| 2023/24 | Mağusa TG (13)         |

## Bilan
| Clubs              | Titres | Années                                                                             |
| ------------------ | ------ | ---------------------------------------------------------------------------------- |
| Çetinkaya Türk SK  | 14     | 1958, 1960, 1961, 1962, 1970, 1997, 1998, 2000, 2002, 2004, 2005, 2007, 2012, 2013 |
| Mağusa TG          | 13     | 1969, 1977, 1979, 1980, 1982, 1983, 2006, 2016, 2019, 2020, 2022, 2023, 2024       |
| Gönyeli SK         | 9      | 1972, 1978, 1981, 1993, 1995, 1999, 2001, 2008, 2009                               |
| Yenicami ASK       | 9      | 1971, 1973, 1974, 1976, 1984, 2014, 2015, 2017, 2018                               |
| Doğan TB           | 7      | 1956, 1957, 1959, 1991, 1992, 1994, 2010                                           |
| Baf ÜY             | 4      | 1987, 1988, 1989, 1990                                                             |
| Kücük Kaymaklı TSK | 4      | 1963, 1985, 1986, 2011                                                             |
| Akıncılar GK       | 1      | 1996                                                                               |
| Binatlı YSK        | 1      | 2003                                                                               |

## Source
- (en) Résultats sur RSSSF